# Moneda de cincuenta céntimos de bolívar
La moneda de cincuenta céntimos de bolívar fue una denominación de la moneda oficial de la República de Venezuela y también de la República Bolivariana de Venezuela, después de la reconversión monetaria al Bolívar Fuerte (2008-2018).

## Características
Poseen un diámetro de 22 mm, un grosor de 1,50 mm y un peso de 4,3 gramos. Su composición era de acero enchapado en níquel. El canto de estas monedas poseía un diseño estético rugoso.
En el año 2010 el Banco Central de Venezuela realizó una emisión especial de las monedas de 50 céntimos al público, por el septuagésimo aniversario del establecimiento de la institución (1940 - 2010), la novedad de la misma fue que en el reverso de dichas monedas se enunció en el centro: "70 aniversario BCV 1940 - 2010" y en el borde superior se enunció en mayúsculas la denominación completa de la institución (Banco Central de Venezuela), mientras que el anverso conservó el mismo diseño.
A juzgar por su valor numérico se le conocía coloquialmente como real, emulando a la moneda antigua de similar valor nominal.